# The Struggle (film 1931)
The Struggle è un film americano pre-Codice di Hays del 1931 diretto da David Wark Griffith basato sul romanzo L'ammazzatoio del 1877 di Émile Zola .È il secondo film interamente sonoro di Griffith successivo di un anno rispetto ad Abraham Lincoln (1930). Dopo il fiasco al botteghino dei suoi ultimi film, Griffith decise che The Struggle  sarebbe stata la sua ultima pellicola da regista. Il film è stato realizzato principalmente negli studi Audio-Cinema del Bronx a New York, con alcune riprese all'aperto per le strade del Bronx.
The Struggle è interpretato da Hal Skelly, Zita Johann, Charles Richman e, al suo debutto cinematografico, Helen Mack. In questo film è presente anche l'ultima apparizione in un film di Kate Bruce,    L'attrice di lunga data di Griffith Kate Bruce, attrice che ha avuto un lungo sodalizio con il regista statunitense.

## Trama
La storia inizia nel 1911 e si estende fino all'era del proibizionismo (anni'20-'30). Jimmie è un uomo che ha l'abitudine di bere, in particolare liquore di contrabbando a causa del proibizionismo. Quando si innamora di Florrie le promette che non avrebbe più bevuto. La giovane coppia si sposa, ha una figlia e conduce una vita felice, finché Jimmie non ricomincia a bere. Mentre Jimmie cade nell'alcolismo, la sua famiglia cade nel caos. Sua sorella Nan è costretta a rompere il fidanzamento con Johnny a causa del cattivo comportamento di Jimmie derivante dall'alcol. Alla fine, Florrie riesce a salvare la famiglia e aiuta Jimmie ad abbandonare l'alcool, rendendo anche possibile il matrimonio della sorella con Johnny

## Produzione
Il film è stato ispirato in parte dalle battaglie di Griffith contro l'alcolismo. Il film fu finanziato in gran parte con un rimborso fiscale dello stesso Griffith Le riprese si svolsero da luglio ad agosto 1931.

## Distribuzione
Il film ha ricevuto recensioni negative e non è stato un successo al botteghino così come tutti gli ultimi film di Griffith. Nel 1935 la United Artists prese in considerazione l'idea di ripubblicare il film ma non riuscì a ottenere un codice sigillo dal Breen Office a meno che non fossero stati effettuati dei tagli, quindi decise di non farlo per poter preservare l'opera così come intesa dal regista. Nel 1940 un altro distributore, BA Mills, prese in considerazione l'idea di ripubblicarlo con il titolo Ten Nights in a Barroom, ma incontrò difficoltà simili. Il copyright del film è stato rinnovato nel 1959, quindi non diventerà di pubblico dominio fino al 1 gennaio 2027.